# Nominalistyczna teoria pieniądza
Nominalistyczna teoria pieniądza – teoria, według której pieniądz jest tylko nazwą nadaną jednostce rachunkowej przez akt prawny władzy państwowej. Podważa ona zasadność teorii kruszcowej, uznającej, że jedynie metale szlachetne mogły pełnić funkcje pieniądza.
Nominalistyczna teoria pieniądza powstała na przełomie feudalizmu i kapitalizmu. Za jej prekursora uważany jest J. Law (1671-1729), który stwierdził, że w kruszcowym systemie monetarnym nie istnieje mechanizm przystosowania się ilości pieniądza do popytu na niego, ponieważ ilość kruszców szlachetnych nie zależy od popytu (na wielkość produkcji kruszców wpływa bowiem wiele czynników).
Law nie podał jednoznacznej definicji pieniądza, można jednak sądzić, że uważał on za pieniądz wszystko to, co powszechnie uznawano za środek zapłaty; pieniądz był dla niego "znakiem przekazywania", przenoszącym tytuł własności. Law korzystniej oceniał sytuację, kiedy materiał pieniężny nie posiadał wartości, ponieważ ułatwiało to politykę pieniężną, nie zmniejszało ilości dóbr bezpośrednio użytecznych, zapobiegało zmniejszeniu obiegu pieniądza w wyniku tezauryzacji czy wywozu za granicę. Law widział konieczność stworzenia takiego systemu pieniężnego, który odpowiadałby potrzebom i interesom gospodarczym kraju (traktował pieniądz jako narzędzie lepszego wykorzystania zasobów gospodarki). Postulował w związku z tym, aby podstawę systemu pieniężnego stanowiła ziemia (tzw. pieniądz rentowy). Emisja pieniądza miała następować w formie not, pod zastaw ziemi, emitowanych przez bank rentowy pod kontrolą  parlamentu. Noty miały być wymienialne na ziemię według ustalonego stosunku do renty. Za pieniądz rentowy można by kupować ziemię i jej produkty, przez co rola pieniądza kruszcowego zostałaby znacznie ograniczona.
Problem oderwania pieniądza od złota został podjęty także przez M. Mongina, który dowodził, że wartość pieniądza oceniania jest według siły nabywczej mierzonej ilością towarów, a nie parytetu kruszcowego. Dlatego możliwa jest miara wartości oderwana od złota i wynikająca wyłącznie z ustalenia regulacji między towarami a jednostką pieniężną. Głównym twórcą nominalistycznej teorii pieniądza jest G. Knapp (1842-1926), autor tzw. państwowej teorii pieniądza. Jego teoria jest jednocześnie najbardziej radykalną koncepcją w nurcie nominalistycznym.
Pieniądz, zdaniem Knappa, jest dziełem porządku prawnego i w porządku prawnym, a nie w substancji, tkwi jego istota (jest to pieniądz "wyzwolony" z substancji). Państwo ustala nominalną wartość pieniądza, nadaje mu moc prawną zwalniania ze zobowiązań i gwarantuje w przyszłości możliwość pośredniczenia w obrotach. Punktem wyjścia rozumowania Knappa jest przyjęcie istnienia jednostki wartości jako zjawiska nominalnego. Jednostkę wartości można zdefiniować jedynie w ujęciu historycznym, czyli przez określenie jej stosunku do dawnej. Pieniądz, który w przeszłości opierał się na własnej realnej wartości materiału pieniężnego, w następstwie oddziaływania państwa na kształtowanie pieniądza oderwał się od tej wartości. Pieniądz nie jest towarem, tylko środkiem płatniczym, rzeczą ruchomą, wyposażoną przez prawo w zdolność obiegową, rzeczą, której realna użyteczność jest niepotrzebna, aczkolwiek nieszkodliwa, a zatem obojętna. Zdaniem Knappa, towarowa teoria pieniądza straciła rację bytu z chwilą zniesienia bimetalizmu. Pojęcie "środek płatniczy" odnosi Knapp do jednostki obrachunkowej i obiegowej, przy czym ta ostatnia może przybierać formę nominalnego pieniądza ustawowego i pieniądza bezgotówkowego (pieniądza żyrowego). Sformułowane przez Knappa poglądy na temat istoty pieniądza zawierają uogólnienia i uproszczenia. Nie dostrzega on np., że kreatywna zdolność państwa jest ograniczona tylko do   dawnych zobowiązań, nie obejmuje natomiast tworzenia się wartości pieniądza w stosunku do nowych transakcji; ustalona przez państwo w oficjalnych parytetach cena złota nie obowiązuje na rynku prywatnym (zgodnie ze statutem Międzynarodowego Funduszu Walutowego od 1978 roku kraje członkowskie nie ustalają parytetów walutowych w złocie).
W nominalistycznej teorii pieniądza, a zwłaszcza w rozważaniach Knappa, za cenne należy uznać jednak dostrzeżenie procesu demonetyzacji złota.